# لورين ميلر
لورين ميلر (بالإنجليزية: Lorraine Miller)‏ (و.  –  م) هي من الولايات المتحدة الأمريكية .